# Snoldelev
Snoldelev er en lille by på Østsjælland med 622 indbyggere  (2024). Snoldelev er beliggende i Snoldelev Sogn to kilometer øst for Gadstrup, fire kilometer nord for Havdrup og fire kilometer sydvest for Tune. Byen tilhører Roskilde Kommune i Region Sjælland.
Snoldelev Kirke er opført i 1100-tallet og ligger i byen.

## Historie
I 1770'erne blev Snoldelevstenen fundet nær byen og ved senere arkæologiske udgravninger blev der bl.a. fundet en begravelsesplads med en rig kvindegrav fra tidlig vikingetid. Ifølge sagnet om kong Snold skulle Snoldelev have været Sjællands hovedstad før Lejre.